# Premiér Izraele
Premiér Izraele (hebrejsky ראש הממשלה‎, roš ha-memšala, doslova „hlava vlády“) je předseda izraelské vlády a nejvlivnější politický představitel Izraele (funkce prezidenta je v Izraeli čistě ceremoniální). Oficiálním sídlem premiéra je Bejt roš ha-memšala nacházející se v Jeruzalémě. Současným premiérem je Benjamin Netanjahu.
Nejdéle sloužícím a zároveň prvním izraelským premiérem byl David Ben Gurion, který tuto funkci zastával během dvou nesouvislých období po třináct let. Celkem pět politiků zastávalo tento úřad dvakrát (David Ben Gurion, Jicchak Rabin, Jicchak Šamir, Šimon Peres a Benjamin Netanjahu) a dosud jedinou ženou ve funkci ministerské předsedkyně se stala na přelomu 60. a 70. let Golda Meirová. Tři z izraelských premiérů jsou nositeli Nobelovy ceny míru, a to Menachem Begin, Jicchak Rabin a Šimon Peres.
V letech 1996 až 2001 byl premiér v Izraeli volen v přímých volbách, paralelně s volbami do Knesetu.

## Historie
Úřad ministerského předsedy vznikl 14. května 1948, v den, kdy byla podepsána deklarace nezávislosti Státu Izrael a vznikla prozatímní vláda. Prvním premiérem se stal vůdce strany Mapaj a ředitel Židovské agentury David Ben Gurion. Jeho pozice se stala stálou 8. března 1949 po vytvoření první vlády vzešlé z parlamentních voleb. V čele státu stál Ben Gurion až do prosince 1953, kdy rezignoval a odešel do kibucu Sde Boker. Ve funkci jej na krátko nahradil Moše Šaret, po dvou letech však ve funkci ministerského předsedy opět stanul Ben Gurion. Premiérem byl dalších osm let až do své rezignace v roce 1963, kdy vystoupil z Mapaje a založil stranu Rafi. Jeho post ve straně i ve vládě převzal Levi Eškol. Ten se stal prvním izraelským premiérem, který byl zároveň předsedou dvou stran (Mapaj vytvořila společně se stranou Achdut ha-avoda alianci Ma'arach). V roce 1968 se stal jediným předsedou politické strany v izraelské historii, který získal absolutní většinu hlasů ve 120členném Knesetu poté, co se k Ma'arachu přidaly strany Mapam a Rafi a strana tak měla 63 poslaneckých mandátů.
Dne 26. února 1969 získal Eškol jiné nemilé prvenství, když se stal prvním izraelským premiérem, který zemřel během výkonu funkce. Eškola ve funkci dočasně nahradil Jigal Alon. V čele státu však stál méně než měsíc, neboť strana přemluvila Goldu Meirovou k návratu do politického života a k přijetí úřadu ministerské předsedkyně, jíž se stala v březnu 1969. Stala se historicky první a dosud jedinou izraelskou ministerskou předsedkyní a v pořadí třetí ženou v postu ministerské předsedkyně na světě (po Sirimavo Bandaranaike a Indiře Gándhíové).
Golda Meirová rezignovala v roce 1974, krátce poté, co Agranatova komise zveřejnila svou zprávu k jomkipurské válce. Přestože zpráva komise Meirovou očistila, vyhověla tlaku veřejnosti, který volal po její rezignaci. Ve funkci jí nahradil Jicchak Rabin, který však ke konci funkčního období osmého Knesetu důsledku série skandálů rovněž rezignoval (šlo zejména o aféru v souvislosti s dolarovým kontem Rabinovy manželky Ley).
Volby v roce 1977 znamenaly historický milník izraelské politiky, neboť v nich poprvé vyhrála pravicová strana Likud. Premiérem se stal Menachem Begin, jenž si svůj post udržel i po volbách v roce 1981. Rezignoval v roce 1983, oficiálně ze zdravotních důvodů, a svou funkci předal Jicchak Šamirovi.
Po volbách v roce 1984 došlo k patové situaci, jelikož ani Likud ani Ma'arach nebyly s to sestavit koaliční vládu. V důsledku toho byla vytvořena vláda národní jednoty s principem rotace na postu předsedy vlády. Na základě koaliční dohody se první dva roky stal premiérem Šimon Peres, zatímco Šamir stál v čele ministerstva zahraničních věcí, a po dvou letech si funkce vyměnili. Po volbách v roce 1988 byla sice opět vytvořena vláda národní jednoty, Šamir však již stál v čele vlády sám. V roce 1990 se Peres pokusil vytvořit levicí vedenou vládu v události známé jako „špinavý trik“, avšak neuspěl a Šamir vládl až do voleb v roce 1992.
V těch uspěla sjednocená Strana práce pod vedením Jicchaka Rabina, který se stal v pořadí již podruhé premiérem. Pod Rabinovým vedením zahájil Izrael mírová jednání s palestinskými Araby a se svými sousedy. Byla to však ona mírová jednání, která způsobila společenský tlak, který vyústil v Rabinovu vraždu 4. listopadu 1995. Po jeho smrti se stal premiérem Šimon Peres.

### Přímá volba
Během třináctého Knesetu (1992–1996) bylo rozhodnuto o přímé volbě premiéra po vzoru amerických prezidentských voleb, která bude oddělena od voleb do Knesetu. Systém přímé volby byl zaveden ještě za dob Jicchaka Rabina, který tak jeho prostřednictvím měl získat dostatečně silný mandát pro uzavření mírových dohod. První přímá volba se uskutečnila v roce 1996 a jejím výsledkem bylo překvapivé vítězství Benjamina Netanjahua přesto, že předvolební průzkumy favorizovaly jeho oponenta Perese. Ve volbách do Knesetu však vyhrála Strana práce, a tak se Netanjahu, navzdory teoretické pozici síly, musel při sestavení životaschopné koaliční vlády spolehnout na náboženské strany – světový tisk podle Pojara (2009) tuto vládu označil „za vládu ‚jestřábů‘, nacionalistů a nábožensky orientovaných politiků.“

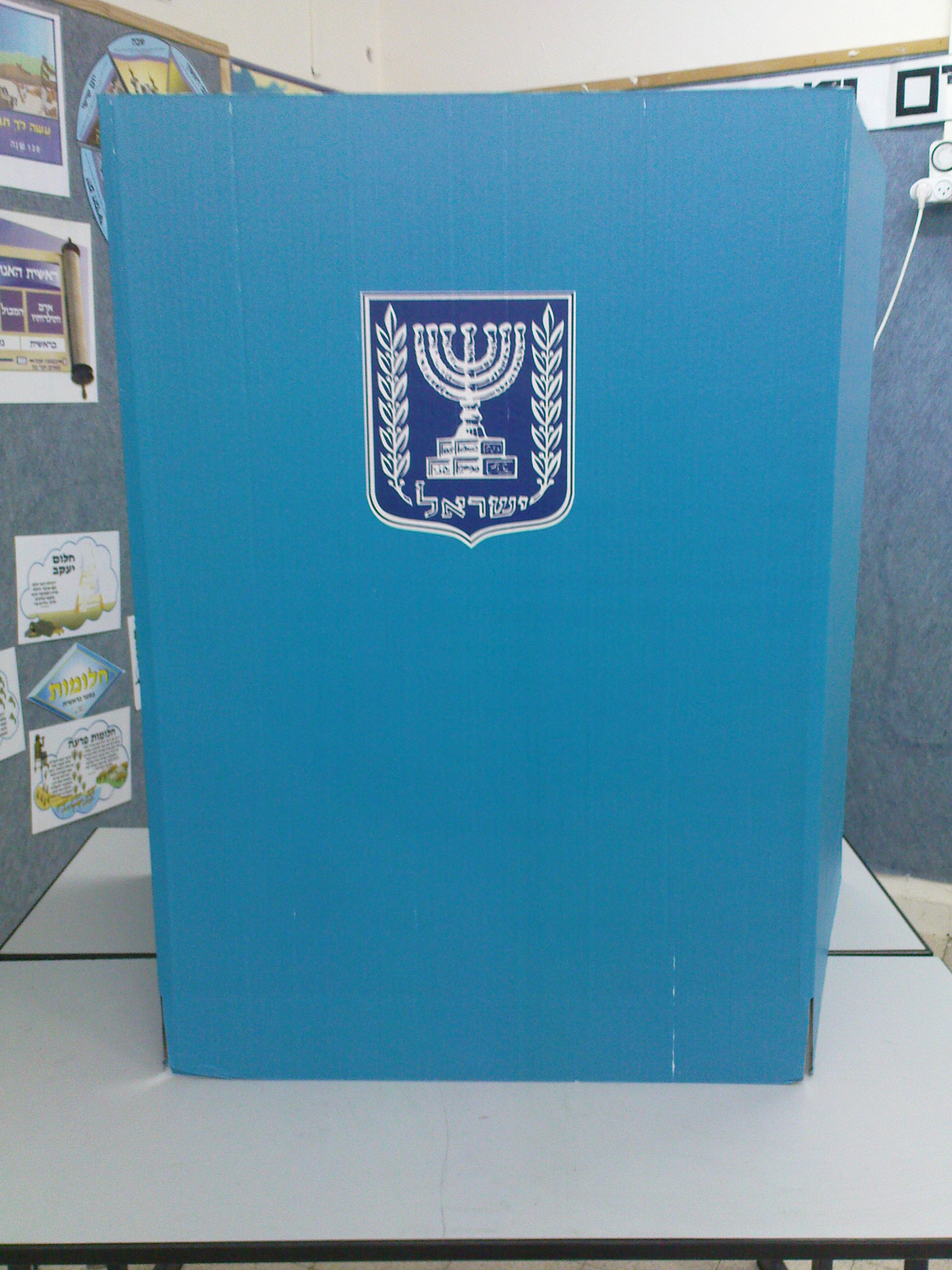
Volební urna pro volby do Knesetu

Netanjahuovi se však nakonec nepodařilo udržet vládu pohromadě (zejména kvůli odporu náboženských stran k některým jeho ústupkům v rámci mírového procesu) a v roce 1999 byl, i kvůli řadě skandálů, nucen vypsat předčasné premiérské a parlamentní volby. Přestože záměr kandidovat v přímé volbě premiéra oznámilo celkem pět kandidátů, tři z nich reprezentující menší strany (Benny Begin za stranu Cherut - Národní hnutí, Azmí Bišára za arabskou stranu Balad a Jicchak Mordechaj za Stranu středu) své kandidatury nakonec stáhlo. V přímém souboji se tak utkali dosavadní premiér Netanjahu s Ehudem Barakem z levicové aliance Jeden Izrael. Nový volební systém však opět selhal, neboť Barakova strana Jeden Izrael (aliance Strany práce a stran Gešer a Mejmad) získala v parlamentních volbách pouhých 26 poslaneckých mandátů, což je historicky nejnižší počet získaný vítěznou stranou. V důsledku toho musel Barak vytvořit koaliční vládu „národního usmíření“ s šesti malými stranami.
V létě roku 2000 proběhl neúspěšný mírový summit v Camp Davidu a na podzim vypukla druhá intifáda. Ehud Barak, který si chtěl upevnit svou pozici, rezignoval 10. prosince téhož roku. V důsledku byly naplánovány předčasné premiérské volby. Barak totiž kalkuloval s tím, že opoziční Likud proti němu nebude moci postavit svého kandidáta s nejlepšími preferencemi Netanjahua (nebyl toho času poslancem, a tak nemohl kandidovat), ale svého předsedu Ariela Šarona. Šaronovi však nahrála nová vlna násilí a Baraka pohodlně porazil poměrem 62,4:37,6 % hlasů. Šaron však byl nucen, vzhledem ke skutečnosti, že Likud měl ve stávajícím Knesetu pouze 21 poslanců, vytvořit vládu národní jednoty. Po Šaronově vítězství bylo rozhodnuto zrušit oddělenou přímou volbu premiéra a vrátit se k dřívějšímu volebnímu systému. Ještě v roce 2001 došlo k úpravě základního zákona a vypuštění této volby.

### Po roce 2003
Volby v roce 2003 se konaly podle stejného systému jako ty před rokem 1996. Likud v nich získal 38 mandátů, což bylo nejvíce za poslední desetiletí, a Šaron se opět stal premiérem. Ke konci funkčního období se, kvůli rozštěpení Likudu v důsledku plánu na jednostranné stažení z Pásma Gazy z roku 2004, rozhodl v listopadu 2005 odejít z Likudu a 21. listopadu téhož roku založil novou centristickou stranu Kadima. Po odchodu ze strany stále zůstal premiérem a stal se tak prvním izraelským premiérem, který nebyl členem ani Strany práce, ani Likudu a dokonce ani žádného z jejich předchůdců. Zároveň s odchodem z Likudu požádal prezidenta o rozpuštění Knesetu, což znamenalo vypsání předčasných parlamentních voleb, naplánovaných na 28. března 2006.

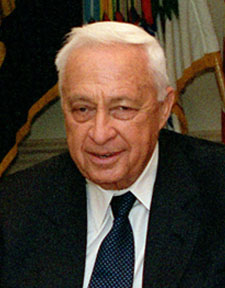
Ariel Šaron

Dne 18. prosince 2005 utrpěl Šaron mírnou mozkovou mrtvici a dva dny strávil v nemocnici. Zhruba o dva týdny později utrpěl 4. ledna 2006 na svém ranči vážnou mozkovou mrtvici, při níž došlo k masivnímu krvácení do mozku. V nemocnici ihned podstoupil dvě dlouhé operace (7 a 14 hodin), avšak téhož dne upadl do kómatu. Téhož dne byl Šaron prohlášen za dočasně neschopného výkonu svého úřadu a funkce premiéra přešla podle základního zákona na určeného úřadujícího premiéra Ehuda Olmerta. Podle základního zákona následně běžela 100denní lhůta do doby, než bude někdejší premiér prohlášen trvale neschopným výkonu funkce. Poté si vláda zvolí jednoho svého člena coby prozatímního premiéra. Situace v roce 2006 byla složitější o to, že se během 100denní lhůty konaly parlamentní volby (během těch byl Olmert úřadujícím premiérem). Šaronova strana Kadima tyto volby pod Olmertovým vedením vyhrála a Olmert byl pověřen sestavením vlády. Během sestavování vypršela 100denní lhůta a Olmert se stal 14. dubna prozatímním premiérem. Tím byl až do 4. května, kdy jeho vláda získala v Knesetu důvěru a on se tak stal oficiálním premiérem.
Olmertovo funkční období bylo poznamenáno neúspěšnou druhou libanonskou válkou z roku 2006 a zejména jeho finančními skandály, pro které byl vyšetřován. Ty měly za následek vládní krizi a vnitrostranické spory, které vedly k vyhlášení vnitrostranických voleb na 17. září 2008. Olmert oznámil, že se voleb nezúčastní, a že bezprostředně po nich rezignuje na svou funkci premiéra. Ve volbách zvítězila těsným rozdílem Cipi Livniová a 21. září Olmert rezignoval. Následující den pověřil prezident Cipi Livniovou sestavením nové vlády; Olmert však zůstal premiérem až do doby, než Kneset schválí novou vládu (jeho vláda se však stala prozatímní). Snahy předsedkyně Kadimy o sestavení vlády ale nakonec nebyly úspěšné a Livniová tak 26. října doporučila prezidentovi rozpustit Kneset a vypsat předčasné parlamentní volby. Předčasné volby se konaly 10. února 2009 a zvítězila v nich strana Kadima. Pravice však v nově zvoleném Knesetu měla většinu hlasů, a tak prezident po konzultaci se zástupci parlamentních stran poprvé v historii nepověřil sestavením vlády předsedu nejsilnější strany, ale 20. února pověřil předsedu druhé nejsilnější strany Benjamina Netanjahua. Dne 31. března 2009 pak Netanjahuova vláda získala důvěru.

## Jmenování
Proces jmenování premiéra prezidentem, sestavení vlády a předstoupení vlády před Kneset je podrobně popsán v základním zákoně „Vláda“ z roku 2001. Na základě oddílu 7a základního zákona prezident vede konzultace se zástupci stran zastoupených v Knesetu, načež pověří poslance Knesetu, který mu oznámil, že je připraven přijmout úkol sestavení vlády. Pověřit sestavením vlády musí prezident do sedmi dnů od zveřejnění volebních výsledků nebo v případě potřeby vytvoření nové vlády (v případě smrti premiéra do 14 dnů od jeho smrti).
Po pověření od prezidenta má, podle oddílu 8 základního zákona „Vláda“, pověřený člen Knesetu lhůtu 28 dnů, během kterých musí sestavit vládu. Tato lhůta může být prezidentem prodloužena o 14 dnů. V případě, že je vláda sestavena se na základě oddílu 13d základního zákona představí Knesetu, tj. oznámí základní cíle své politiky, složení a rozložení funkcí ministrů, a požádá o vyslovení důvěry. V případě, že Kneset vyjádří vládě důvěru, se vláda stává oficiální a její předseda se stává premiérem.
V případě, že by nebyla splněna lhůta uvedená v oddílu 8 základního zákona, nebo v případě, že by bylo pověřenou osobou oznámeno, že není možné sestavit vládu, či v případě, že by vláda nezískala důvěru Knesetu, prezident do tří dnů, podle oddílu 9a základního zákona, pověří sestavením vlády jiného poslance, který mu oznámil, že je připraven úkol přijmout, případně informuje předsedu Knesetu, že nevidí možnost sestavit vládu.
Tři politici se premiéry nikdy nestali, vzdor oficiálnímu pověření od prezidenta státu sestavit novou vládu. V roce 1950 se nepodařilo získat podporu pro svůj kabinet Pinchasu Rosenovi, roku 2008 Cipi Livni a 2019 a 2020 Bennymu Gancovi.

## Pořadí nástupnictví
Nástupnictví v případě, že je premiér dočasně či trvale neschopen výkonu svého úřadu upravuje základní zákon „Vláda“ z roku 2001. V případě, že premiér zemře během výkonu úřadu, kabinet zvolí prozatímního premiéra, který vede vládu do doby, než je vytvořena nová vláda s novým premiérem. Prozatímním premiérem se stal Jigal Alon po smrti Leviho Eškola a Šimon Peres po vraždě Jicchaka Rabina.
Pokud je premiér dočasně neschopný vykonávat svou funkci (což byl případ po mrtvici Ariela Šarona počátkem roku 2006), je výkon úřadu přenesen na určeného úřadujícího premiéra, a to do doby, než se premiér uzdraví, nejdéle však po dobu sta dní. Pokud je premiér prohlášen trvale neschopným vykonávat svou funkci, či v případě, že lhůta sta dnů vyprší, dohlíží prezident na proces sestavování nové vládní koalice. Do té doby je úřadující premiér nebo jiný úřadující ministr vládou jmenován jako prozatímní premiér.

### Nástupnické funkce
V Izraeli se zastupující vůdci dělí do několika kategorií: úřadující premiér, prozatímní premiér, místopředseda vlády a vicepremiér. Navzdory podobnosti nejsou dvě poslední funkce identické a úřadující premiér nemusí být v daném čase vládnoucí premiér.

#### Úřadující premiér
| Určený úřadující premiér | Určený úřadující premiér | Určený úřadující premiér         |
| jméno                    | strana                   | funkční období                   |
| ------------------------ | ------------------------ | -------------------------------- |
| Jicchak Šamir            | Likud                    | 13. září 1984 – 20. října 1986   |
| Šimon Peres              | Ma'arach                 | 20. října 1986 – 15. března 1990 |
| Ehud Olmert              | Kadima                   | 28. února 2003 – 4. ledna 2006   |
| Cipi Livniová            | Kadima                   | 4. května 2006 – 31. března 2009 |
| Úřadující premiér        |                          |                                  |
| jméno                    | strana                   | funkční období                   |
| Ehud Olmert              | Kadima                   | 4. ledna 2006 – 14. dubna 2006   |

Určený úřadující premiér (hebrejsky: ממלא מקום ראש הממשלה, Memale Makom Roš ha-Memšala, anglicky: Acting Prime Minister) přebírá roli premiéra v případě, že je premiér dočasně neschopný výkonu své funkce, a to maximálně na dobu 100 dnů. Podrobně je tato funkce zmíněna v oddílu 16 základního zákona „Vláda“:

a) V případě, že se premiér nenachází v Izraeli, zasedání vlády svolává a řídí určený úřadující premiér.

b) V případě, že je premiér dočasně neschopen plnit své povinnosti, jeho místo nahradí úřadující premiér. Po uplynutí 100 dnů, během nichž se premiér nenavrátí ke svým povinnostem, bude premiér prohlášen trvale neschopným vykonávat svou funkci.

c) Není-li jmenován určený úřadující premiér, nebo v případě že úřadující premiér nemůže plnit své povinnosti podle oddílů (a) a (b) uvedených výše, může vláda určit jiného ministra pro výkon této funkce.

Zatímco v jiných zemích se jako úřadující premiér označuje pouze politik, který v danou dobu funkci premiéra vykonává, v Izraeli je význam tohoto názvu širší a používá se i pro člena vlády, kterému byla tato funkce určena za normální situace. V případě, že by došlo k situaci, že by premiér nebyl schopen výkonu své funkce, pak tento předem určený ministr zastoupí jeho místo. Může se však stát, že funkci nikdy nevyužije. V rámci vlády může existovat pouze jeden člen vlády, kterému byla udělena funkce úřadujícího premiéra. Takovýto ministr však může paralelně zastávat i jinou ministerskou funkci (příkladem může být Cipi Livniová, která zároveň zastávala funkci ministryně zahraničních věcí).
V současné vládě Benjamina Netanjahua nemá žádný z ministrů přidělenou funkci úřadujícího premiéra.

#### Prozatímní premiér
| jméno       | strana   | funkční období                         |
| ----------- | -------- | -------------------------------------- |
| Jigal Alon  | Ma'arach | 26. února 1969 – 17. března 1969       |
| Šimon Peres | Ma'arach | 4. listopadu 1995 – 22. listopadu 1995 |
| Ehud Olmert | Kadima   | 14. dubna 2006 – 4. května 2006        |

Prozatímní premiér (hebrejsky: ראש הממשלה בפועל, Roš ha-Memšala ba-foal, doslova „premiér de facto“, anglicky: Interim Prime Minister) je vládou jmenován v případě, že je premiér odstraněn pomocí impeachmentu, zemře nebo se stane trvale neschopným vykonávat svou funkci.
Základní zákon: Vláda z roku 2001, oddíl 30c uvádí:

V případě, že premiér zemře nebo je trvale neschopný výkonu své funkce nebo jeho funkční období skončilo v důsledku trestného činu, určí vláda jednoho z ministrů, který je zároveň členem Knesetu a členem premiérovy strany, prozatímním premiérem, a to do doby, než bude sestavena nová vláda.

Izraelské právo rozlišuje pojmy úřadující premiér (מלא מקום ראש הממשלה) a prozatímní premiér. První zmíněný zastává úřad premiéra v případě, že je dočasně neschopný výkon funkce, nejdéle po dobu sta dnů, zatímco druhý zastává úřad premiéra buď po vypršení této lhůty nebo v případě výše uvedených okolností.

#### Místopředseda vlády

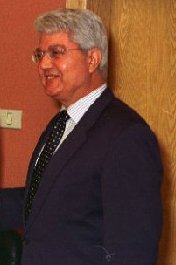
Nejvícekrát se stal místopředsedou vlády David Levy, a to celkem v šesti různých vládách a za tři různé politické strany

Funkce místopředsedy vlády (hebrejsky: סגן ראש הממשלה, Segan Roš ha-Memšela, anglicky: Deputy Prime Minister) je čestný/honorárním titulem, který může mít člen izraelské vlády na základě základního zákona: Vláda (oddílu 5e), který uvádí: „ministr může být místopředseda vlády,“ čímž není omezen počet místopředsedů vlády, které může premiér jmenovat (na rozdíl od úřadujícího premiéra, který může být jen jeden).
Prvním místopředsedou vlády se stal v červnu 1952 ve třetí Ben Gurionově vládě Eli'ezer Kaplan. Menachem Begin se v roce 1977 stal prvním premiérem, který měl dva místopředsedy vlády (Simchu Erlicha a Jigaela Jadina). Funkce byla vyřazena během funkčního období třináctého Knesetu (1992–1996), avšak v roce 1996 znovu obnovena Benjaminem Netanjahuem, který jmenoval hned čtyři místopředsedy vlády. V současné Netanjahuově vládě jsou čtyři místopředsedové vlády (jeden z Likudu a tři z velkých vládních koaličních stran).
| vláda   | jméno                | strana                             | funkční období                                                   |
| ------- | -------------------- | ---------------------------------- | ---------------------------------------------------------------- |
| 3.      | Eli'ezer Kaplan      | Mapaj                              | 25. června 1952 – 13. července 1952                              |
| 11.-12. | Abba Eban            | Mapaj                              | 26. června 1963 – 12. ledna 1966                                 |
| 13.-17. | Jigal Alon           | Ma'arach                           | 1. července 1968 – 10/3/1974                                     |
| 18.     | Simcha Erlich        | Likud                              | 20. června 1977 – 5. srpna 1981                                  |
| 18.     | Jigael Jadin         | Daš, Demokratické hnutí, nezávislý | 20. června 1977 – 5. srpna 1981                                  |
| 19.     | Simcha Erlich        | Likud                              | 5. srpna 1981 – 19. června 1983                                  |
| 19.     | David Levy           | Likud                              | 3/11/1981 – 10/10/1983                                           |
| 20.     | David Levy           | Likud                              | 10. října 1983 – 13. září 1984                                   |
| 21.-23. | David Levy           | Likud                              | 13. září 1984 – 11. června 1990                                  |
| 21.-23. | Jicchak Navon        | Ma'arach                           | 13. září 1984 – 11. června 1990                                  |
| 24.     | David Levy           | Likud                              | 11. června 1990 – 13. července 1992                              |
| 24.     | Moše Nisim           | Likud                              | 11. června 1990 – 13. července 1992                              |
| 27.     | David Levy           | Gešer                              | 18. června 1996 – 6. ledna 1998                                  |
| 27.     | Zevulun Hammer       | Národní náboženská strana          | 18. června 1996 – 20. ledna 1998                                 |
| 27.     | Rafa'el Ejtan        | Comet                              | 18. června 1996 – 6. července 1999                               |
| 27.     | Moše Kacav           | Likud                              | 18. června 1996 – 6. července 1999                               |
| 28.     | Jicchak Mordechaj    | Strana středu                      | 6. července 1999 – 30. května 2000                               |
| 28.     | David Levy           | Jeden Izrael                       | 6. července 1999 – 4. srpna 2000                                 |
| 28.     | Benjamin Ben Eliezer | Jeden Izrael                       | 6. července 1999 – 7. března 2001                                |
| 29.     | Šimon Peres          | Strana práce                       | 7. března 2001 – 2. listopadu 2002                               |
| 29.     | Silvan Šalom         | Likud                              | 7. března 2001 – 28. února 2003                                  |
| 29.     | Natan Šaransky       | Jisra'el ba-alija                  | 7. března 2001 – 28. února 2003                                  |
| 29.     | Eli Jišaj            | Šas                                | 7. března 2001 – 23. května 2002 3. června 2002 – 28. února 2003 |
| 30.     | Tommy Lapid          | Šinuj                              | 28. února 2003 – 4. prosince 2004                                |
| 30.     | Silvan Šalom         | Likud                              | 28. února 2003 – 15. ledna 2006                                  |
| 31.     | Amir Perec           | Strana práce                       | 4. května 2006 – 18. června 2007                                 |
| 31.     | Avigdor Lieberman    | Jisra'el bejtejnu                  | 30. října 2006 – 16. ledna 2008                                  |
| 31.     | Šaul Mofaz           | Kadima                             | 4. května 2006 – 31. března 2009                                 |
| 31.     | Eli Jišaj            | Šas                                | 4. května 2006 – 31. března 2009                                 |
| 31.     | Ehud Barak           | Strana práce                       | 18. června 2007 – 31. března 2009                                |
| 32.     | Ehud Barak           | Strana práce                       | 1. dubna 2009 – 18. března 2013                                  |
| 32.     | Avigdor Lieberman    | Jisra'el bejtejnu                  | 1. dubna 2009 – 18. března 2013                                  |
| 32.     | Dan Meridor          | Likud                              | 1. dubna 2009 – 18. března 2013                                  |
| 32.     | Eli Jišaj            | Šas                                | 1. dubna 2009 – 18. března 2013                                  |

#### Vicepremiér
| jméno        | strana       | funkční období                      |
| ------------ | ------------ | ----------------------------------- |
| Šimon Peres  | Strana práce | 10. ledna 2005 – 23. listopadu 2005 |
| Šimon Peres  | Kadima       | 4. května 2006 – 13. června 2007    |
| Chajim Ramon | Kadima       | 4. července 2007 – 31. března 2009  |
| Šaul Mofaz   | Kadima       | 9. května 2012 – 19. července 2012  |
| Silvan Šalom | Likud        | 31. března 2009 – 18. března 2013   |
| Moše Ja'alon | Likud        | 31. března 2009 – 18. března 2013   |

Funkce vicepremiéra (hebrejsky: משנה ראש הממשלה, Mišne Roš ha-Memšela, anglicky: Vice Prime Minister) je čestný/honorárním titulem, který může mít člen izraelské vlády. Samotná funkce však není zakotvena v izraelském právu a nemá žádný zákonný význam. Původně byla vytvořena pro jednoho ze zakladatelů izraelského státu Šimona Perese.

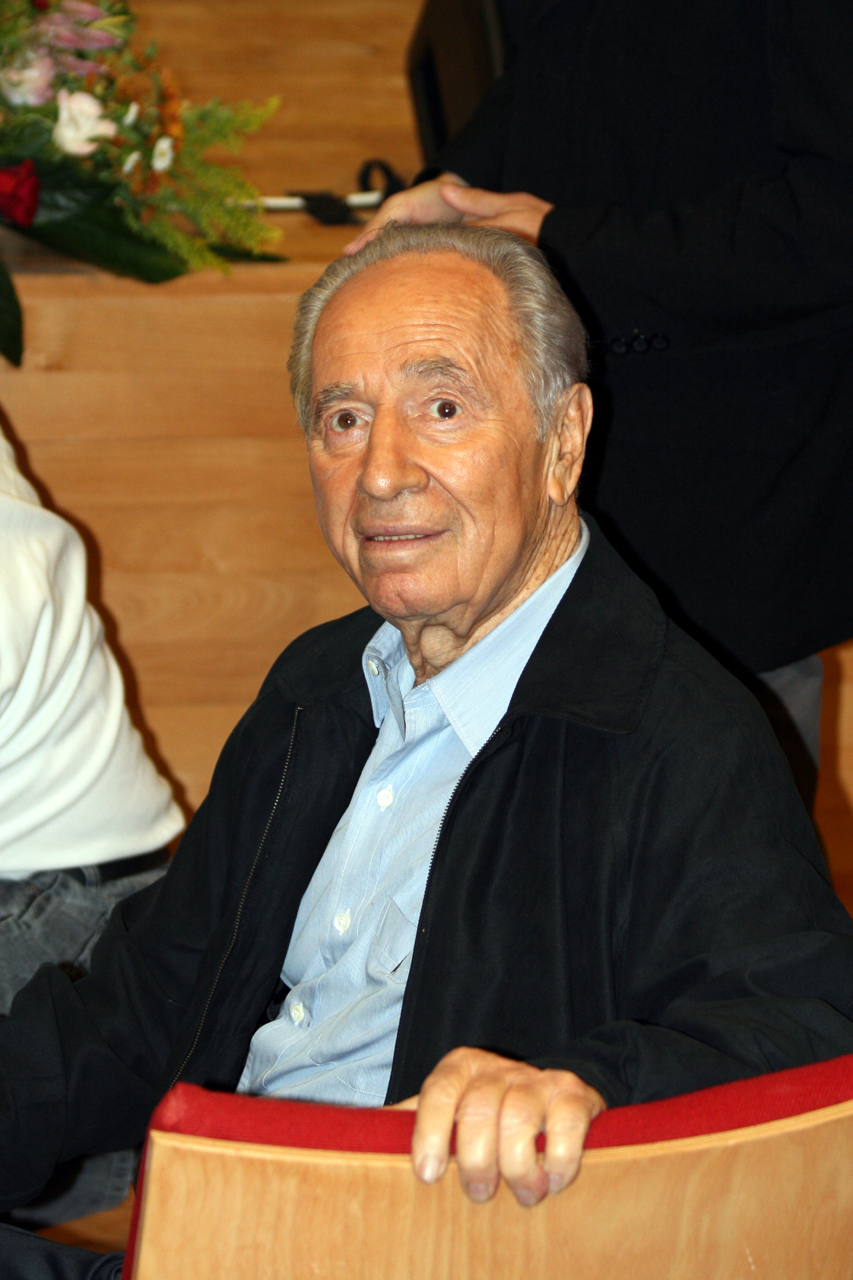
Funkce vicepremiéra byla zavedena v roce 2005 kvůli Šimonu Peresovi

Poté, co předseda Strany práce Amram Micna rezignoval po porážce strany v parlamentních volbách v roce 2003, stal se Peres dočasným předsedou strany do doby, než budou uspořádány vnitrostranické volby. Když se počátkem roku 2005 dostala Šaronova pravicová koalice do potíží kvůli neshodám nad Šaronovým plánem na stažení se z Gazy, vedl Peres Stranu práce do vládní koalice, aby tento plán podpořil. Během koaličních jednání Peres požadoval, aby byl určen úřadujícím premiérem, ale jeho požadavek byl odmítnut, neboť tento post již zastával Ehud Olmert. Strana práce proto požadovala změnu základního zákona, která by umožňovala existenci dvou úřadujících premiérů, ale ani s tímto požadavkem neuspěla.
Nakonec se dospělo ke kompromisu díky Chajimu Ramonovi ze Strany práce. Na základě jeho návrhu získal Peres čestný titul vicepremiéra, který byl ukotven v koaliční dohodě, která definovala Peresovy pravomoci v Šaronově vládě. Titul však neměl žádný právní význam, neboť podle izraelských zákonů byl titul vicepremiéra jen dalším titulem pro úřadujícího ministra v rámci vlády.
Přestože Peres o funkci vicepremiéra přišel v listopadu 2005, když Strana práce opustila vládu, znovu ji získal v květnu 2006, když odešel ze Strany práce do Kadimy a ta téhož roku vyhrála parlamentní volby. Na tento post nakonec rezignoval v červenci 2007, kdy byl zvolen prezidentem republiky.
Tento post dále zastával Chajim Ramon, který jej získal v rámci ministerských změn v červenci 2007 a zastával až do konce Olmertovy vlády v březnu 2009. V současné Netanjahuově vládě zastávají post vicepremiérů Silvan Šalom a Moše Ja'alon, přičemž krátce jej též zastával Šaul Mofaz.

## Seznam premiérů
| #   | jméno a fotografie | jméno a fotografie           | funkční období                                                                | strana       | vláda/y                    | poznámka/y            |
| --- | ------------------ | ---------------------------- | ----------------------------------------------------------------------------- | ------------ | -------------------------- | --------------------- |
| 1.  | David Ben Gurion   | David Ben Gurion (1886–1973) | 14. května 1948 – 26. ledna 1954 (poprvé)                                     | Mapaj        | prozatímní, 1., 2., 3., 4. |                       |
| 2.  | Moše Šaret         | Moše Šaret (1894–1965)       | 26. ledna 1954 – 2. listopadu 1955                                            | Mapaj        | 5., 6.                     |                       |
| 3.  | David Ben Gurion   | David Ben Gurion (1886–1973) | 2. listopadu 1955 – 21. června 1963 (podruhé)                                 | Mapaj        | 7., 8., 9., 10.            |                       |
| 4.  | Levi Eškol         | Levi Eškol (1895–1969)       | 21. června 1963 – 1. listopadu 1965                                           | Mapaj        | 11., 12.                   | [ pozn 6 ] [ pozn 7 ] |
| 4.  | Levi Eškol         | Levi Eškol (1895–1969)       | 1. listopadu 1965 – 26. února 1969                                            | Ma'arach     | 13.                        | [ pozn 6 ] [ pozn 7 ] |
|     | Jigal Alon         | Jigal Alon (1918–1980)       | 26. února 1969 – 17. března 1969 (prozatímní premiér)                         | Ma'arach     | 13.                        | [ pozn 7 ]            |
| 5.  | Golda Meirová      | Golda Meirová (1898–1978)    | 17. března 1969 – 3. června 1974                                              | Ma'arach     | 14., 15., 16.              |                       |
| 6.  | Jicchak Rabin      | Jicchak Rabin (1922–1995)    | 3. června 1974 – 20. června 1977 (poprvé)                                     | Ma'arach     | 17.                        | [ pozn 8 ]            |
| 7.  | Menachem Begin     | Menachem Begin (1913–1992)   | 21. června 1977 – 10. října 1983                                              | Likud        | 18., 19.                   |                       |
| 8.  | Jicchak Šamir      | Jicchak Šamir (1915–2012)    | 10. října 1983 – 14. září 1984 (poprvé)                                       | Likud        | 20.                        | [ pozn 9 ]            |
| 9.  | Šimon Peres        | Šimon Peres (1923–2016)      | 14. září 1984 – 20. října 1986 (poprvé)                                       | Ma'arach     | 21.                        | [ pozn 9 ]            |
| 10. | Jicchak Šamir      | Jicchak Šamir (1915–2012)    | 20. října 1986 – 13. července 1992 (podruhé)                                  | Likud        | 22., 23., 24.              | [ pozn 9 ]            |
| 11. | Jicchak Rabin      | Jicchak Rabin (1922–1995)    | 13. července 1992 – 4. listopadu 1995 (podruhé)                               | Strana práce | 25.                        | [ pozn 10 ]           |
| 12. | Šimon Peres        | Šimon Peres (1923 - 2016)    | 4. listopadu 1995 – 22. listopadu 1995 (prozatímní premiér)                   | Strana práce | 25.                        | [ pozn 10 ]           |
| 12. | Šimon Peres        | Šimon Peres (1923 - 2016)    | 22. listopadu 1995 – 18. června 1996 (podruhé)                                | Strana práce | 26.                        | [ pozn 10 ]           |
| 13. | Benjamin Netanjahu | Benjamin Netanjahu (* 1949)  | 18. června 1996 – 6. července 1999 (poprvé)                                   | Likud        | 27.                        |                       |
| 14. | Ehud Barak         | Ehud Barak (* 1942)          | 6. července 1999 – 7. března 2001                                             | Jeden Izrael | 28.                        |                       |
| 15. | Ariel Šaron        | Ariel Šaron (1928 – 2014)    | 7. března 2001 – 21. listopadu 2005                                           | Likud        | 29., 30.                   | [ pozn 11 ]           |
| 15. | Ariel Šaron        | Ariel Šaron (1928 – 2014)    | 21. listopadu 2005 – 14. dubna 2006 (neschopný výkonu úřadu od 4. ledna 2006) | Kadima       | 30.                        | [ pozn 12 ]           |
| 16. | Ehud Olmert        | Ehud Olmert (* 1945)         | 14. dubna 2006 – 4. květen 2006                                               | Kadima       | 30.                        | [ pozn 12 ]           |
| 16. | Ehud Olmert        | Ehud Olmert (* 1945)         | 4. květen 2006 – 31. března 2009                                              | Kadima       | 31.                        | [ pozn 13 ]           |
| 17. | Benjamin Netanjahu | Benjamin Netanjahu (* 1949)  | 31. března 2009 – 13. června 2021 (podruhé)                                   | Likud        | 32., 33., 34., 35.         |                       |
| 18. | Benjamin Netanjahu | Naftali Bennett (* 1972)     | 13. června 2021 – 30. června 2022                                             | Jamina       | 36.                        |                       |
| 19. | [Ja'ir Lapid       | Ja'ir Lapid (* 1963)         | 30. června 2022 – 29. prosince 2022                                           | Ješ atid     | 36.                        |                       |
| 20. | Benjamin Netanjahu | Benjamin Netanjahu (* 1949)  | 29. prosince 2022 – dosud (potřetí)                                           | Likud        | 37.                        |                       |

## Žijící bývalí premiéři
| jméno           | funkční období | datum narození    | věk    |
| --------------- | -------------- | ----------------- | ------ |
| Ehud Barak      | 1999–2001      | 12. února 1942    | 83 let |
| Ehud Olmert     | 2006–2009      | 30. září 1945     | 79 let |
| Naftali Bennett | 2021–2022      | 25. března 1972   | 53 let |
| Ja'ir Lapid     | 2022           | 5. listopadu 1963 | 61 let |